# Port lotniczy Ailigandi
Port lotniczy Ailigandi – jeden z panamskich portów lotniczych, zlokalizowany w mieście Ailigandi.